# Peridot (Arizona)
Peridot (apatxe occidental Tséé Dotłʼizh) és una concentració de població designada pel cens dels Estats Units a l'estat d'Arizona. Segons el cens del 2000 tenia 1.266 habitants.

## Demografia
Segons el cens del 2000, Peridot tenia 1.266 habitants, 307 habitatges, i 261 famílies La densitat de població era de 93,6 habitants/km².
Dels 307 habitatges en un 50,2% hi vivien nens de menys de 18 anys, en un 55,4% hi vivien parelles casades, en un 20,5% dones solteres, i en un 14,7% no eren unitats familiars. En el 12,4% dels habitatges hi vivien persones soles el 3,6% de les quals corresponia a persones de 65 anys o més que vivien soles. El nombre mitjà de persones vivint en cada habitatge era de 4,12 i el nombre mitjà de persones que vivien en cada família era de 4,5.
Per edats la població es repartia de la següent manera: un 40,4% tenia menys de 18 anys, un 9,7% entre 18 i 24, un 26,8% entre 25 i 44, un 17,5% de 45 a 60 i un 5,5% 65 anys o més.
L'edat mediana era de 25 anys. Per cada 100 dones de 18 o més anys hi havia 93,8 homes.
La renda mediana per habitatge era de 18.194 $ i la renda mediana per família de 18.750 $. Els homes tenien una renda mediana de 19.348 $ mentre que les dones 17.102 $. La renda per capita de la població era de 5.765 $. Aproximadament el 49,4% de les famílies i el 58,9% de la població estaven per davall del llindar de pobresa.

## Poblacions més properes
El següent diagrama mostra les poblacions més properes.